# Mene purdyi
Mene purdyi és una espècie extinta de peix pertanyent a la família dels mènids.
Aquesta espècie es coneix només a partir d'un sol crani i hom creu que podria haver estat la més gran del seu gènere amb 40 cm de llargària total (Mene maculata, l'única espècie existent actual del gènere Mene només creix fins a una longitud mitjana de 18 cm).
Es trobava a la costa peruana de l'oceà Pacífic durant el període Thanetià del Paleocè.